# Hymenophyllum capillare
Hymenophyllum capillare är en hinnbräkenväxtart som beskrevs av Nicaise Augustin Desvaux. Hymenophyllum capillare ingår i släktet Hymenophyllum och familjen Hymenophyllaceae. Utöver nominatformen finns också underarten H. c. alternialatum.